# Théodore Poulakis
Theodore Poulakis (grec moderne : Θεόδωρος Πουλάκης, 1622–1692) est un peintre d'icônes grec de la Renaissance. Il est né en Crète et s'installa à Venise où il réalisa la plus grande partie de son œuvre. Il est un des artistes de l'école crétoise d'icônes et contemporain d'un autre crétois le peintre d'icône Emmanuel Tzanes qui vécut longtemps à Venise également.

## Œuvres

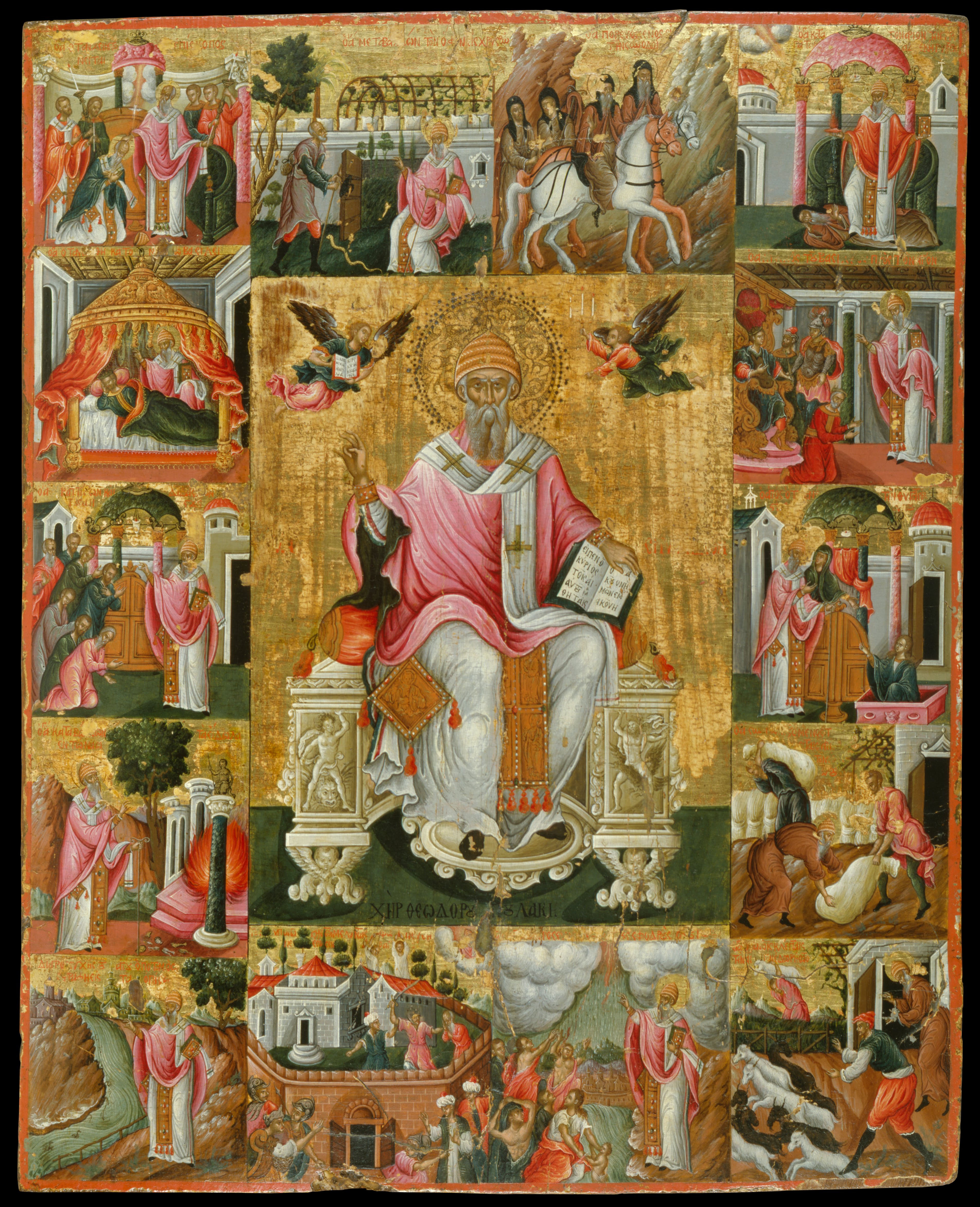
St.Spyridon scenes de sa vie
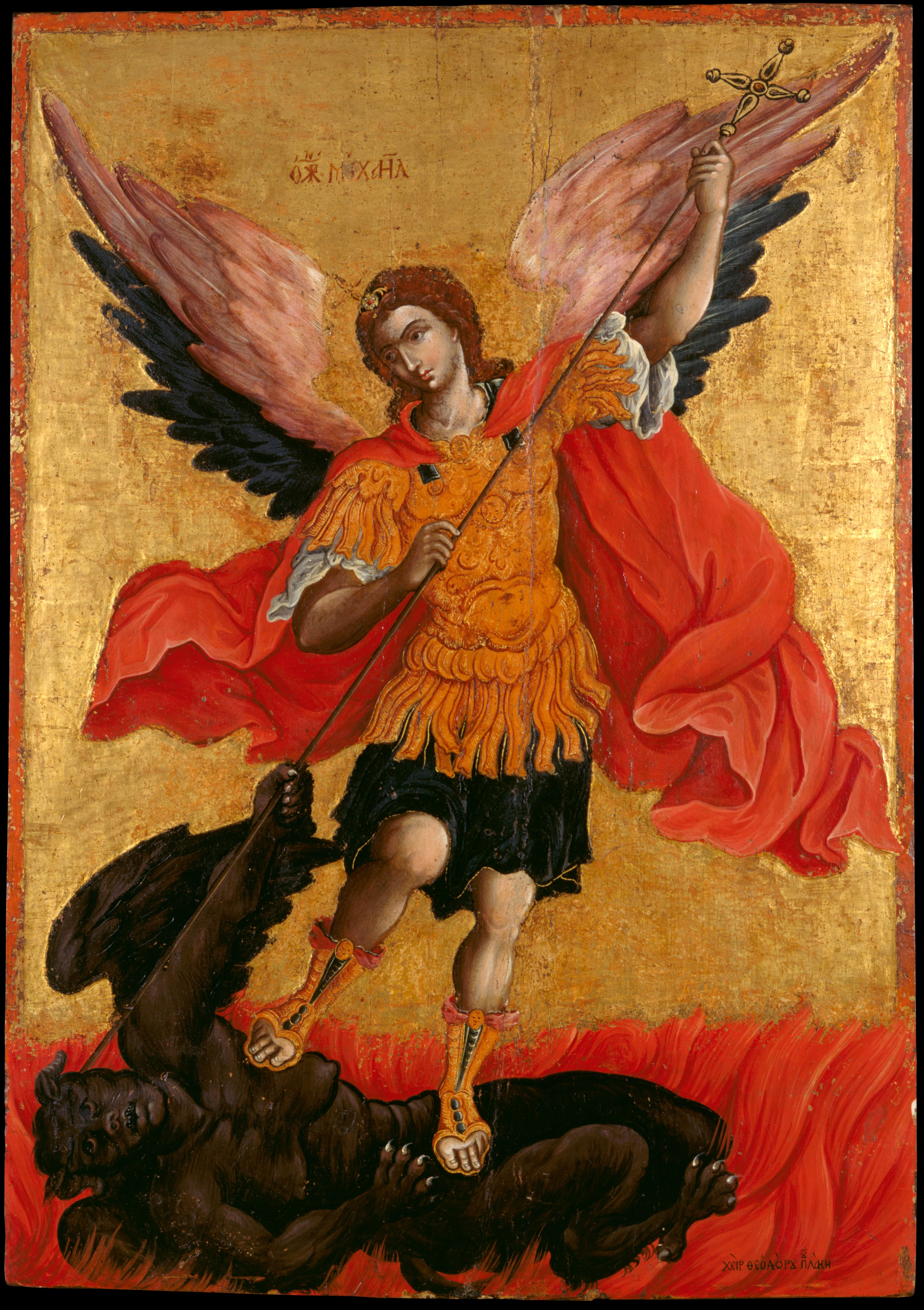
Archange Michaël
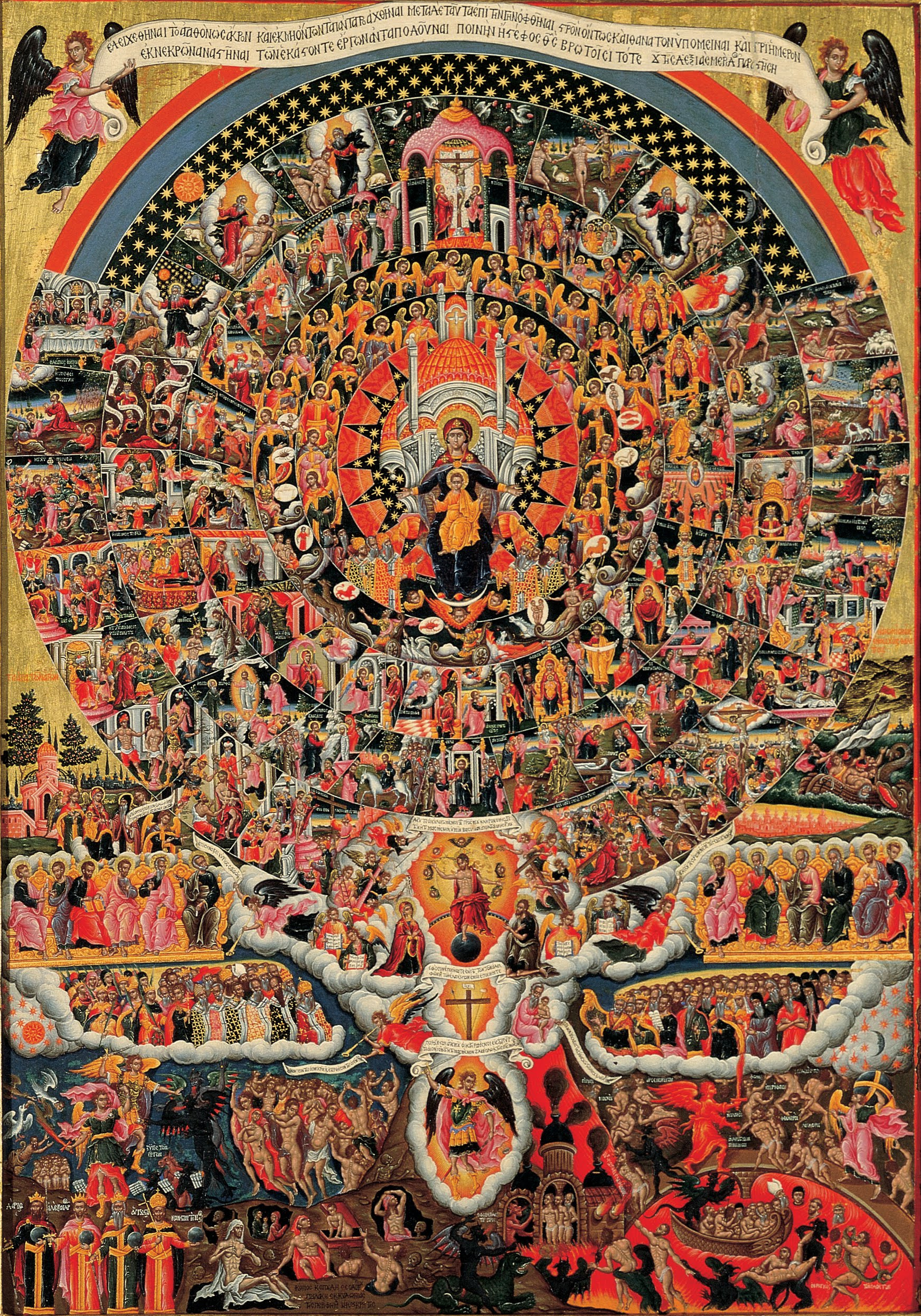
Hymne à la Vierge